# Liste der Monuments historiques in Couëron
Die Liste der Monuments historiques in Couëron führt die Monuments historiques in der französischen Gemeinde Couëron auf.

## Liste der Bauwerke
| Bezeichnung  | Beschreibung                                                     | Standort | Kennzeichnung | Schutzstatus | Datum | Bild           |
| ------------ | ---------------------------------------------------------------- | -------- | ------------- | ------------ | ----- | -------------- |
| Tour à plomb | Turm zur Herstellung von Bleischrot, erbaut in den 1870er Jahren | (Lage)   | PA00108596    | Classé       | 1993  | weitere Bilder |

## Liste der Objekte

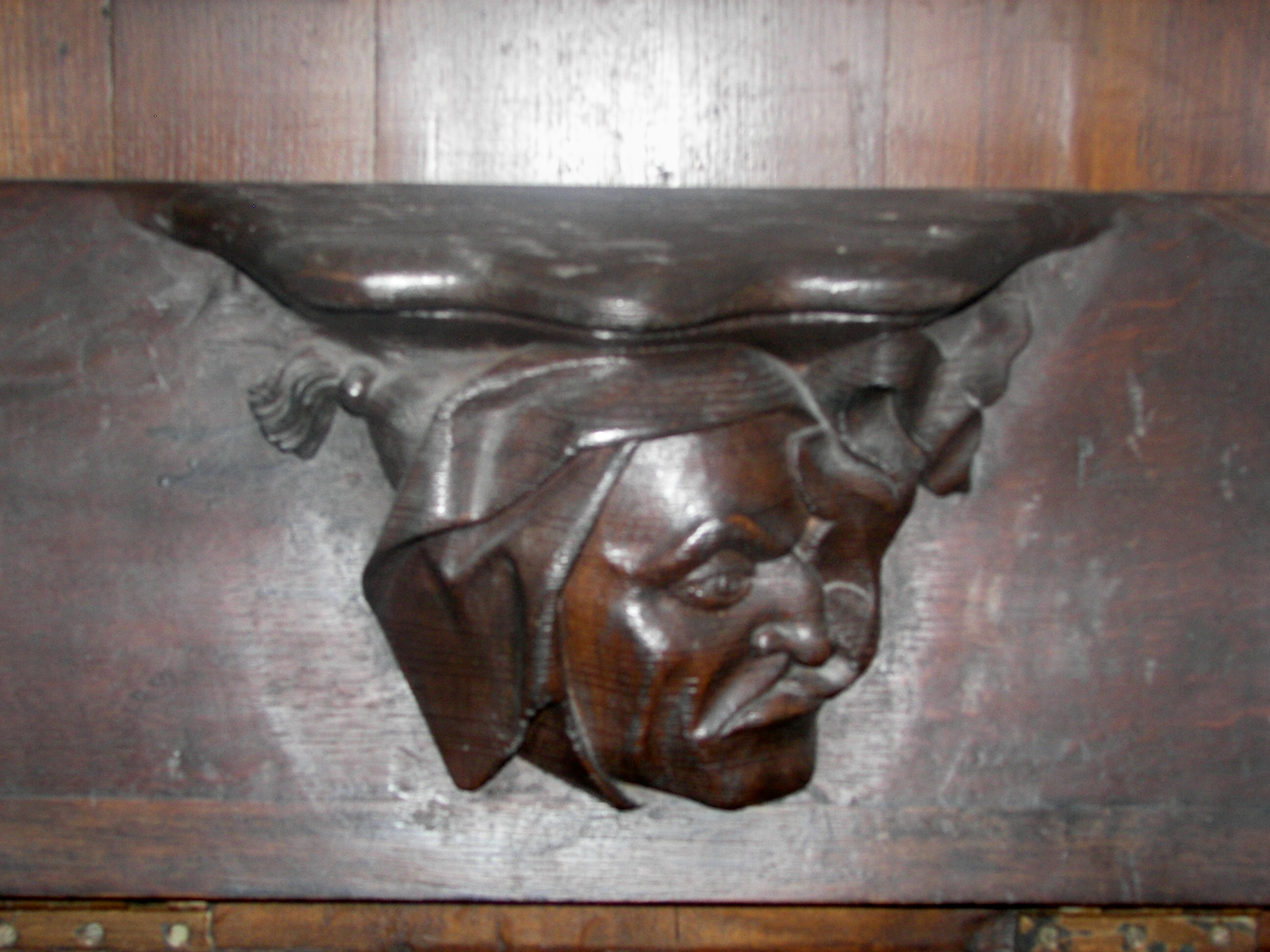
Miserikordie des Chorgestühls (15. Jahrhundert) in der Kirche St-Symphorien

- Monuments historiques (Objekte) in Couëron in der Base Palissy des französischen Kultusministeriums